# 穆泰
穆 泰（ぼく たい、生年不詳 - 497年）は、北魏の官僚。もとの名は石洛。本貫は代郡。

## 経歴
穆真の子として生まれた。章武長公主を妻に迎え、駙馬都尉の位を受けた。典羽猟四曹事をつとめ、馮翊侯の爵位を受けた。殿中尚書に転じ、散騎常侍・安西将軍の位を加えられた。爵位は公に進んだ。鎮南将軍・洛州刺史として出向した。再び侯に降格された。まもなく召還されて右光禄大夫・尚書右僕射となった。使持節・鎮北将軍・定州刺史として出向した。馮翊県開国侯に改封された。征北将軍に進んだ。
孝文帝の初年に馮太后が孝文帝を別室に幽閉して、廃位を画策し、穆泰が元丕や李沖らとともに太后を諫めて取りやめさせたことがあった。孝文帝はこのことから穆泰を寵遇した。496年（太和20年）、穆泰は持病を訴えて、恒州刺史への転任を求めた。そこで恒州刺史の陸叡が定州刺史となり、穆泰が代わって恒州刺史の任をえた。穆泰は洛陽への遷都に反対しており、陸叡が恒州を出発する前に穆泰が恒州に到着したため、ふたりはひそかに反乱を計画した。穆泰は陸叡や安楽侯元隆・魯郡侯元業・驍騎将軍元超・陽平侯賀頭・射声校尉元楽平・前彭城鎮将元抜・代郡太守元珍・楽陵王元思誉らとともに陽平王元頤を主に立てることとした。元頤には帝位につく野心はなかったが、本心を偽って賛同したふりをして、反乱計画の詳細を孝文帝に報告した。孝文帝は任城王元澄に并州や肆州の兵を率いさせ、穆泰らを討たせることとした。元澄は治書侍御史の李煥を先遣させて平城に入らせ、穆泰らの不意をついて襲撃させた。穆泰は敗れて単騎で城西に逃走したが、捕らえられた。497年（太和21年）、孝文帝が平城に到着し、帝自らが穆泰や陸叡らを糾問すると、穆泰らは処刑された。

## 子女
- 穆伯智（8歳で侍学東宮、10歳で太子洗馬・散騎侍郎、饒陽公主を妻に迎え、駙馬都尉となったが、早逝した）
- 穆士儒（字は叔賢、涼州に流されたが、後に帰還して、太尉参軍事となった）

## 伝記資料
- 『魏書』巻27 列伝第15
- 『北史』巻20 列伝第8